# Duckeanthidium atropos
Duckeanthidium atropos là một loài ong trong họ Megachilidae. Loài này được Smith miêu tả khoa học đầu tiên năm 1853.